# Himatione
Genre
Himatione est un genre de passereaux de la famille des Fringillidae. Il est endémique des îles d'Hawaï,.

## Liste des espèces
Selon la classification de référence du Congrès ornithologique international (version 8.1, 2018) :
- Himatione fraithii Rothschild, 1892 † — Picchion de Laysan
- Himatione sanguinea (Gmelin, JF, 1788) — Picchion cramoisi